# Venezia Santa Lucia
Venezia Santa Lucia je železniční stanice v Benátkách (italsky Venezia, benátsky Venesia nebo Venexia), hlavním městě severoitalské oblasti Benátsko.

## Obecný přehled

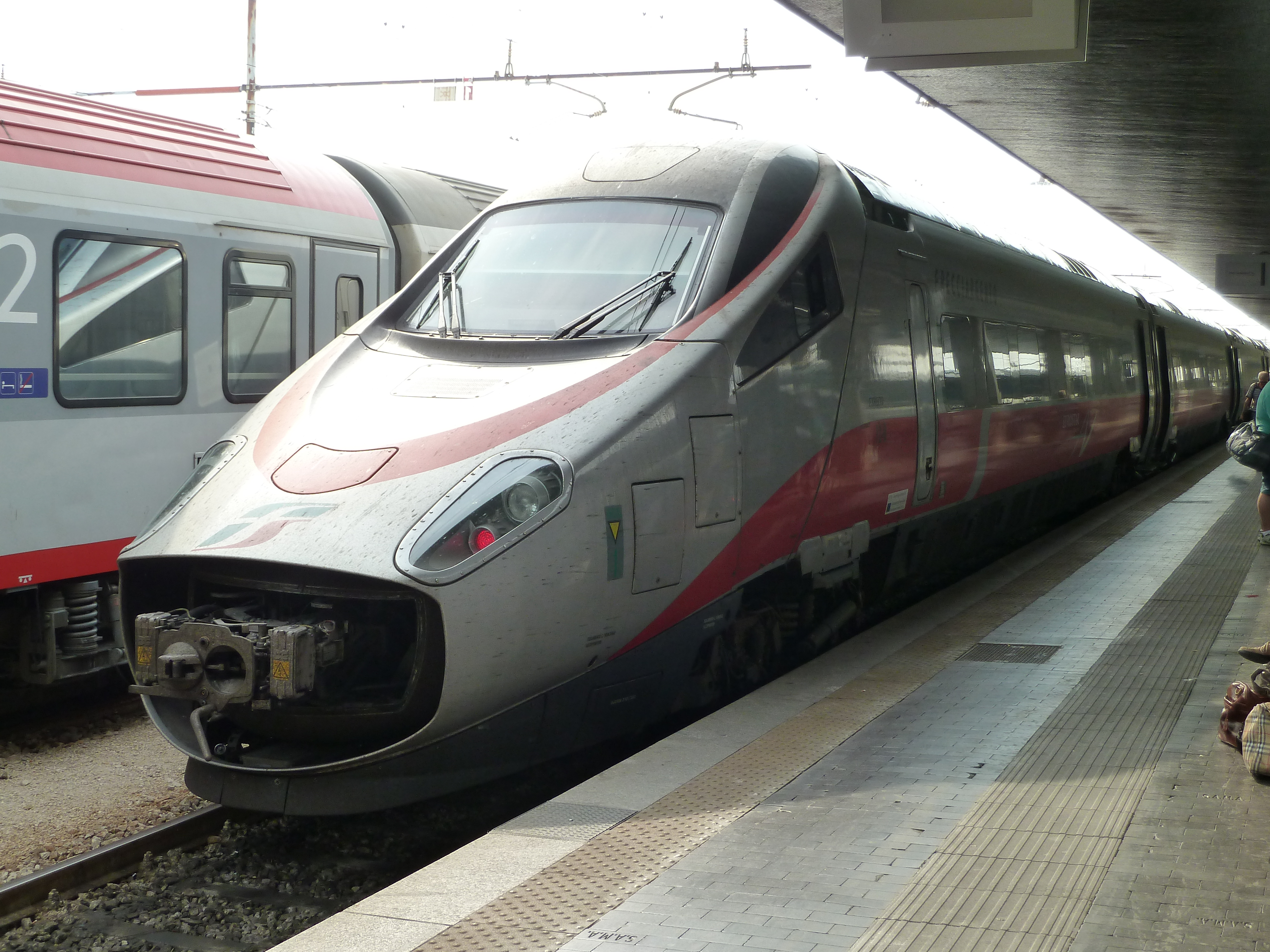
Elektrická jednotka Pendolino ETR 600 na jednom z nástupišť

Železniční stanice Venezia Santa Lucia byla otevřena v roce 1861, je jednou ze dvou nejvýznamnějších železničních stanic v Benátkách, druhou je Venezia Mestre. Tyto železniční stanice provozuje společnost Grandi Stazioni, stanice jsou vzájemně propojeny Mostem svobody (italsky Il Ponte della Libertà), který spojuje města Benátky a Mestre.
Stanice je hlavová, laicky řečeno koncová, ze které mohou vlaky odjíždět pouze do stejného směru, ze kterého přijely. V prostoru před nádražní budovou protéká Canal Grande hlavní dopravní tepna Benátek, obsluhují jej vodní autobusy a benátská vodní taxi.
Stanice obslouží cca 82 000 cestujících, 450 vlaků denně, přibližně pak 30 milionů cestujících ročně. Dálkové vlaky používají centrální nástupiště, regionální a příměstské vlaky pak nástupiště umístěné více na západ. Nádraží v minulosti obsloužilo také několik slavných vlaků, včetně „krále vlaků“ Venice Simplon Orient Expressu (VSOE).

## Návazná doprava
Vodní autobusy - Obyvatelé Benátek stejně jako zahraniční turisté jsou zvyklí přepravovat se v rámci města prostřednictvím vodních autobusů. Tyto autobusy jsou velice podobné běžným autobusům městské hromadné dopravy, které jezdí v každém městě kde mají namísto vody asfaltový povrch. Vodní autobusy jezdí na pravidelných linkách a zastávky těchto autobusů jsou umístěny na všech ostrovech které tvoří Benátky. Vodní autobusy jsou provozovány společností pro veřejnou dopravu v Benátkách ACTV, která provozuje i městské autobusy.
Benátská vodní taxi - Jedná se o nejpřepychovější způsob přepravy po Benátkách. Každá cesta vyjde na cca 100 eur. Jde o velice zajímavý způsob přepravy, neboť vodní taxi vás zaveze až k vstupním dveřím hotelu. Vodní taxi je vlastně malá luxusní jachta, uvnitř velmi prostorná s kapacitou maximálně pro 10 osob. Společnost provozující tuto přepravní službu se jmenuje Venezia Taxi.
Lodě soukromé společnosti Alilaguna - Společnost Alilaguna nabízí možnost přímého spojení za použití lodí střední velikosti mezi letištěm Marca Polo a náměstím Sv. Marka v centru Benátek, také nabízí organizované turistické prohlídky Benátek.

## Železniční doprava
Železniční stanice Venezia Santa Lucia obsluhuje dálkové vnitrostátní i mezinárodní vlaky spojující města Milán, Udine, Trento, Terst, Vídeň, Mnichov, ale také mnohé regionální vlaky.

## Galerie

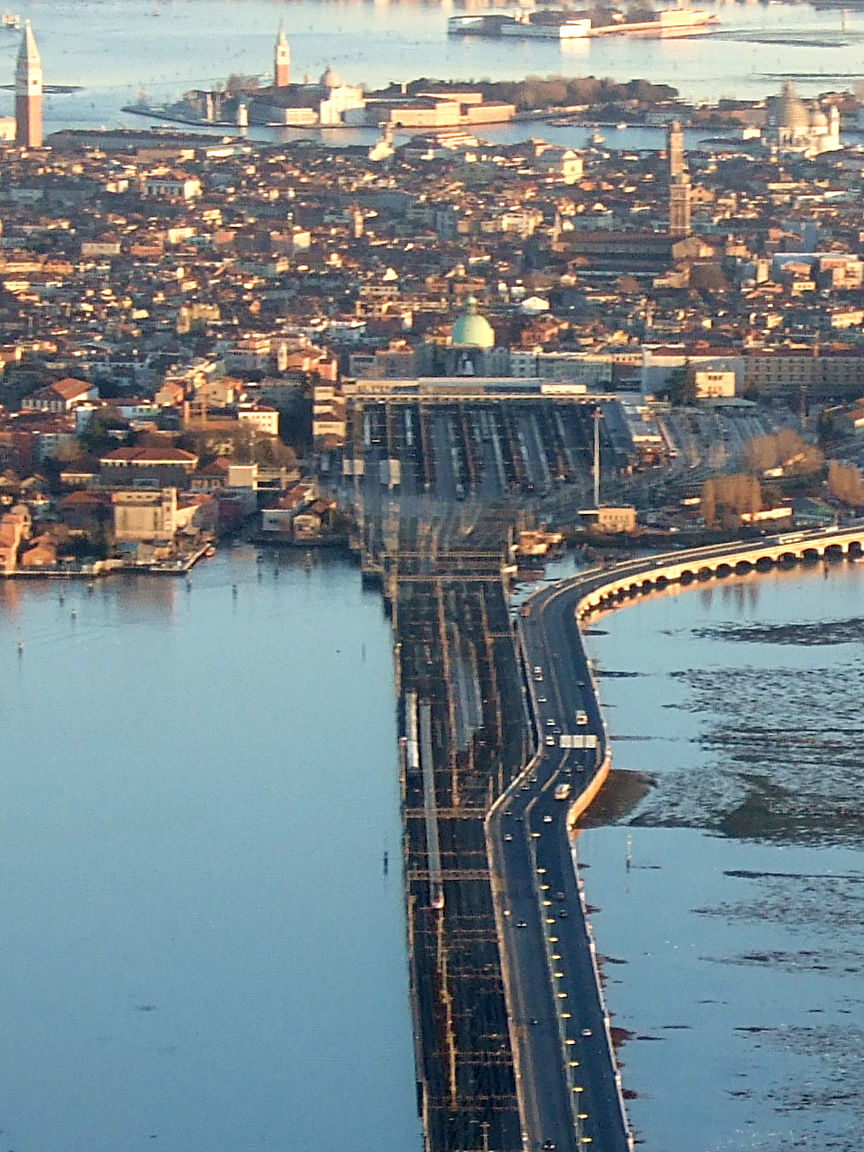
Železniční stanice z ptačí perspektivy
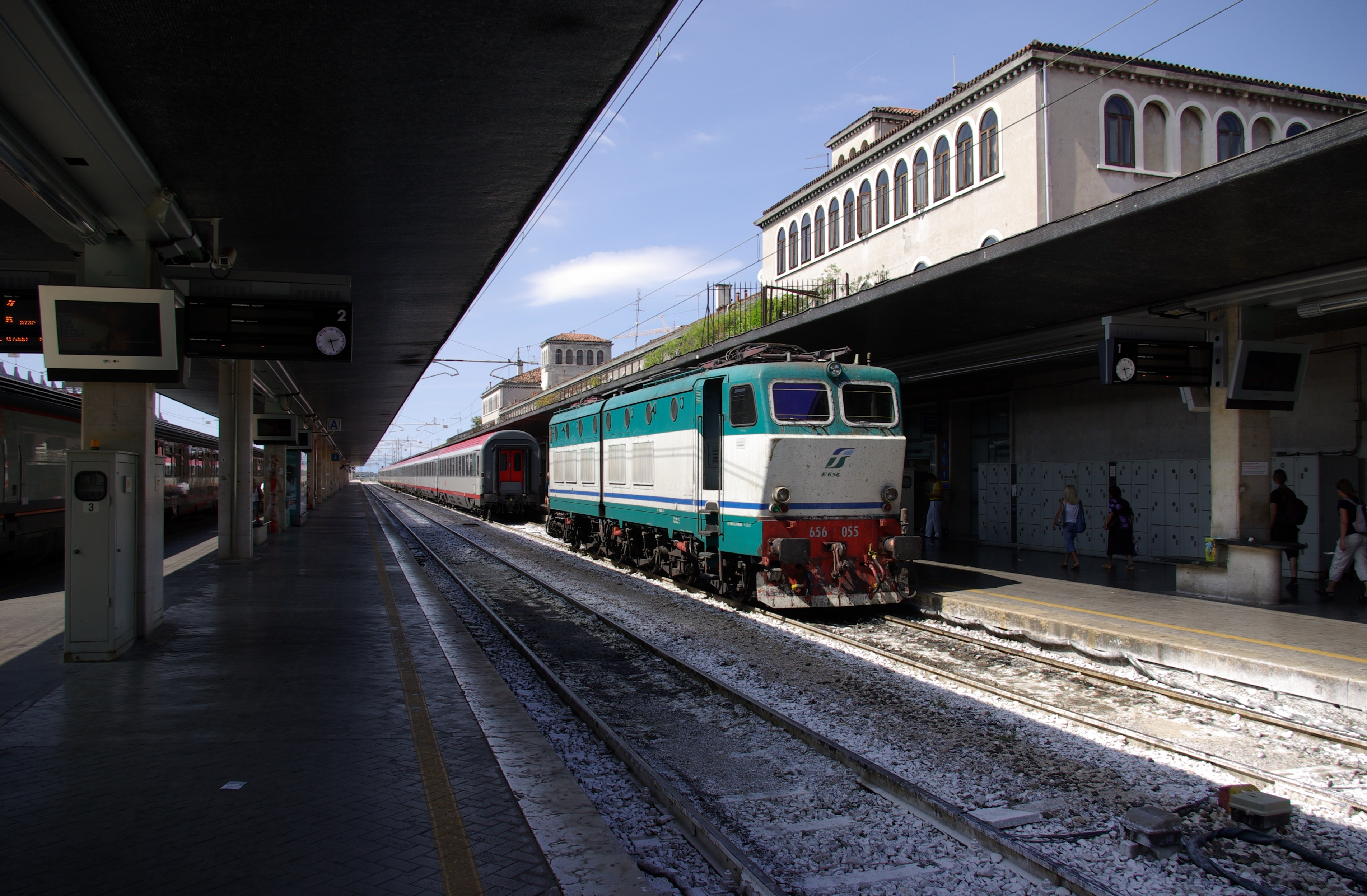
Nástupiště
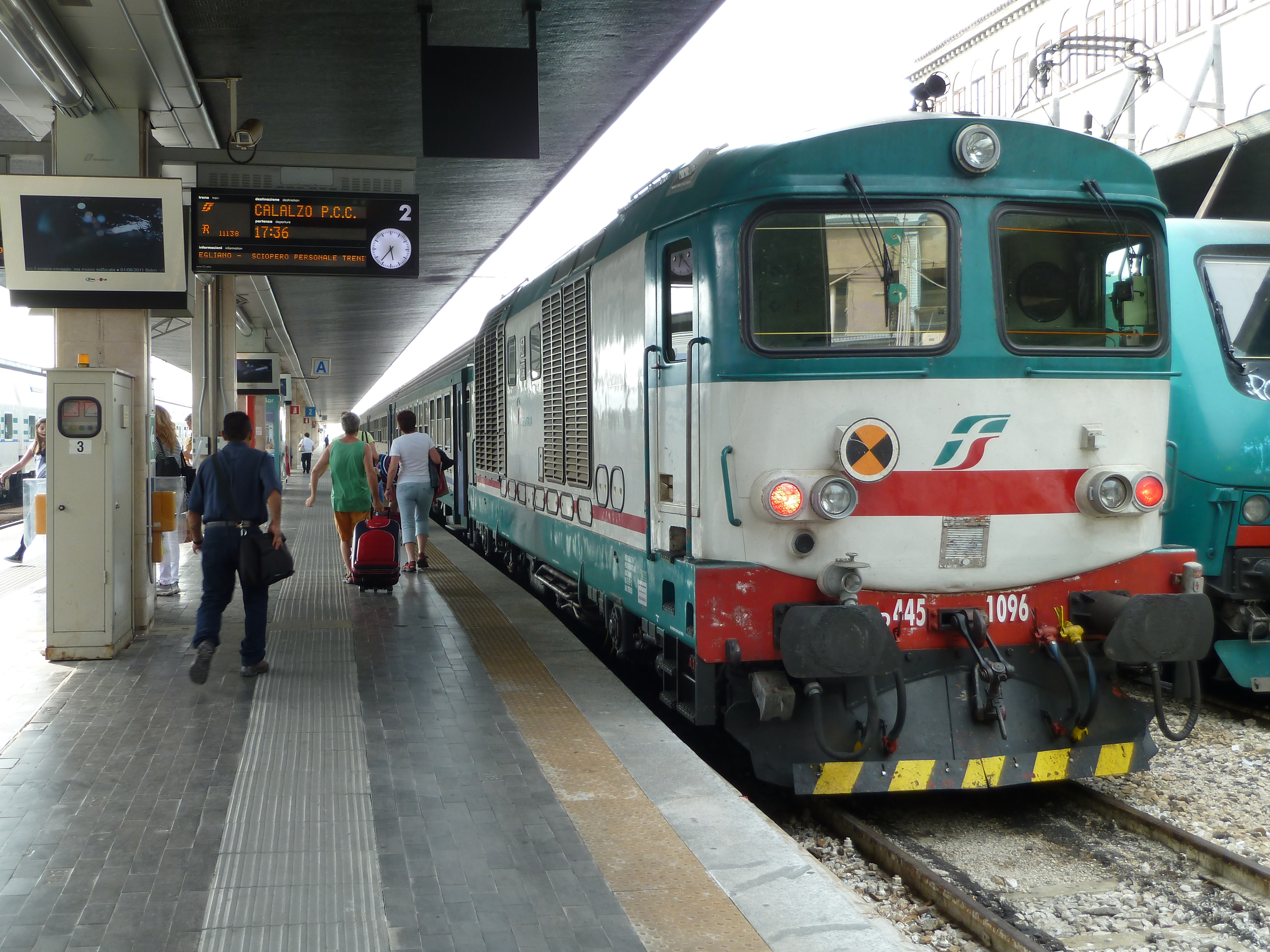
Nástupiště